# Kazuomi Ota
Kazuomi Ota (jap. 太田和臣 Ota Kazuomi; ur. 1 lipca 1986 w Kitakiusiu) – japoński sztangista, olimpijczyk z Londynu.

## Przebieg kariery
W latach 2005–2006 brał udział w mistrzostwach świata juniorów, jednak w żadnej z dwóch edycji mistrzostw rozegranych w tym czasie nie wywalczył krążka. Jako senior w zawodach rangi międzynarodowej debiutował w 2007 roku, biorąc udział w rozgrywanych w Chiang Mai mistrzostwach świata i uzyskując w swej kategorii wagowej wynik 365 kg w dwuboju, który uplasował go na 24. pozycji. W 2008 i 2009 zdobył brązowy medal mistrzostw Azji, a w grudniu 2009 roku zdobył srebrny medal igrzysk Azji Wschodniej.
W 2012 jedyny raz w karierze wziął udział w letnich igrzyskach olimpijskich. Podczas tych zmagań sztangista w swej kategorii wagowej (ponad 105 kg) uzyskał rezultat 395 kg w dwuboju. Wynik ten dał mu 11. pozycję. Ostatni start Japończyka w zawodach rangi międzynarodowej miał miejsce w 2015 roku, podczas mistrzostw świata w Houston sztangista nie zaliczył żadnej próby w podrzucie, w związku z czym nie został sklasyfikowany.

## Osiągnięcia
| Rok  | Zawody                      | Miasto      | Miejsce | Kategoria | Wynik  |
| ---- | --------------------------- | ----------- | ------- | --------- | ------ |
| 2005 | Mistrzostwa świata juniorów | Busan       | 12.     | +105 kg   | 315 kg |
| 2006 | Mistrzostwa świata juniorów | Hangzhou    | 8.      | +105 kg   | 343 kg |
| 2007 | Mistrzostwa świata          | Chiang Mai  | 24.     | +105 kg   | 365 kg |
| 2008 | Mistrzostwa Azji            | Kanazawa    | 3.      | +105 kg   | 385 kg |
| 2009 | Mistrzostwa Azji            | Tałdykorgan | 3.      | +105 kg   | 381 kg |
| 2009 | Igrzyska Azji Wschodniej    | Wientian    | 2.      | +105 kg   | 382 kg |
| 2010 | Mistrzostwa świata          | Antalya     | 16.     | +105 kg   | 389 kg |
| 2010 | Igrzyska azjatyckie         | Kanton      | 7.      | +105 kg   | 388 kg |
| 2011 | Mistrzostwa Azji            | Tongling    | 4.      | +105 kg   | 393 kg |
| 2011 | Mistrzostwa świata          | Paryż       | 17.     | +105 kg   | 393 kg |
| 2012 | Mistrzostwa Azji            | Pyeongtaek  | 5.      | +105 kg   | 410 kg |
| 2012 | Letnie igrzyska olimpijskie | Londyn      | 11.     | +105 kg   | 400 kg |
| 2013 | Mistrzostwa świata          | Wrocław     | 14.     | +105 kg   | 381 kg |
| 2014 | Igrzyska azjatyckie         | Incheon     | –       | +105 kg   | 0 kg   |
| 2014 | Mistrzostwa świata          | Ałmaty      | 12.     | +105 kg   | 406 kg |
| 2015 | Mistrzostwa świata          | Houston     | –       | +105 kg   | 0 kg   |